# Vroil
Vroil é uma comuna francesa na região administrativa do Grande Leste, no departamento de Marne. Estende-se por uma área de 10.34 km², e possui 104 habitantes, segundo o censo de 2018, com uma densidade de 10 hab/km².